# Liste der Monuments historiques in Séglien
Die Liste der Monuments historiques in Séglien führt die Monuments historiques in der französischen Gemeinde Séglien auf.

## Liste der Bauwerke
| Bezeichnung        | Beschreibung | Standort           | Kennzeichnung | Schutzstatus | Datum | Bild |
| ------------------ | ------------ | ------------------ | ------------- | ------------ | ----- | ---- |
| Kapelle            |              | Locmaria (Lage)    | PA00091736    | Inscrit      | 1927  |      |
| Kapelle St-Germain |              | (Lage)             | PA56000068    | Inscrit      | 2008  |      |
| Kapelle            |              | (Lage)             | PA00091737    | Inscrit      | 1935  |      |
| Kreuz              |              | Saint-Zénon (Lage) | PA00091738    | Inscrit      | 1935  |      |

## Liste der Objekte
- Monuments historiques (Objekte) in Séglien in der Base Palissy des französischen Kultusministeriums